# C13H13N3O2
化学式C13H13N3O2的化合物（摩尔质量：241.25 g/mol）可以指：
- Haematopodin B PubChem CID：135693512
- 4-(4-氨基苯氧基)-2-吡啶甲酰胺，CAS号：284462-37-9

|  | 这个同类索引页列出了具有相同分子式的化学物（即同分異構體）条目。 除非您是有意链接至本页，否则应将相应条目的内部链接指向正确的条目。 |